# Achtbaan (Bobbejaanland)
Achtbaan was een stalen wildemuis-achtbaan in het Belgische attractiepark Bobbejaanland in Lichtaart.
Achtbaan was de eerste achtbaan van het park, vandaar de naam "achtbaan". De baan werd in 1976 gebouwd en was van het model Wildcat van de Duitse achtbaanbouwer Anton Schwarzkopf. De baan was 420 meter lang en 10,50 meter hoog. Er waren acht wagentjes op de baan waarin telkens vier personen konden plaatsnemen. Zo kon de attractie zo'n 900 personen per uur verwerken.
In 1982 woedde er een brand in Bobbejaanland waarbij de Achtbaan werd getroffen. Hij werd afgebroken en verkocht als schroot. Een jaar later opende op die plaats de Wervelwind van Vekoma.
Afbeeldingen